# Europaspiele 2015/Beachsoccer
Bei den Europaspielen 2015 in Baku, Aserbaidschan wurde vom 24. bis 28. Juni 2015 ein Wettbewerb im Beachsoccer der Männer ausgetragen.
Insgesamt traten acht Mannschaften an, die aus je fünf aktiven Spielern und sieben weiteren Auswechselspielern bestanden.

## Ergebnisse
| Platz | Land     | Sportler |
| ----- | -------- | --- |
| 1     | Russland | Andrei Buchlizki Juri Gortschinski Juri Krascheninnikow Ilja Leonow Alexei Makarow Iwan Ostrowski Artur Paporotny Anatoli Peremitin Kirill Romanow Jegor Schaikow Dmitri Schischin Anton Schkarin       |
| 2     | Italien  | Francesco Corosiniti Simone del Mestre Michele di Palma Alessio Frainetti Gabriele Gori Simone Marinai Matteo Marrucci Paolo Palmacci Giuseppe Platania Dario Ramacciotti Stefano Spada Emmanuele Zurlo |
| 3     | Portugal | Elinton Andrade Tiago Batalha Nuno Belchior Alan Cavalcanti Rui Coimbra José Maria Fonseca Bruno Novo Tiago Petrony Bernardo Santos Jordan Santos João Saraiva Bruno Torres                             |

Datum: 28. Juni 2015

## Medaillenspiegel
| Rang   | Land     | Gold | Silber | Bronze | Gesamt |
| ------ | -------- | ---- | ------ | ------ | ------ |
| 1      | Russland | 1    | 0      | 0      | 1      |
| 2      | Italien  | 0    | 1      | 0      | 1      |
| 3      | Portugal | 0    | 0      | 1      | 1      |
| Gesamt | Gesamt   | 1    | 1      | 1      | 3      |